# AFI's 100 Years...100 Passions

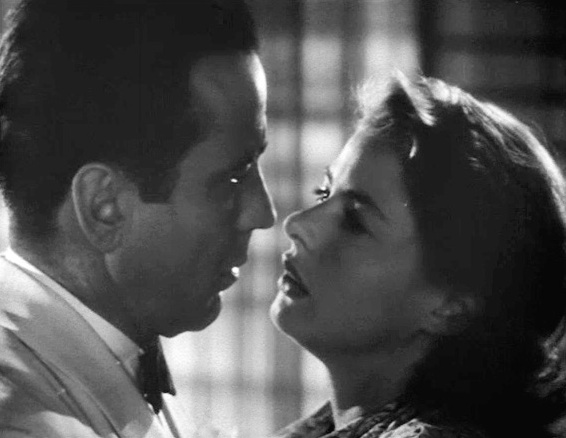
Humphrey Bogart och Ingrid Bergman i dramafilmen Casablanca, som blev korad till den bästa amerikanska kärleksfilmen.

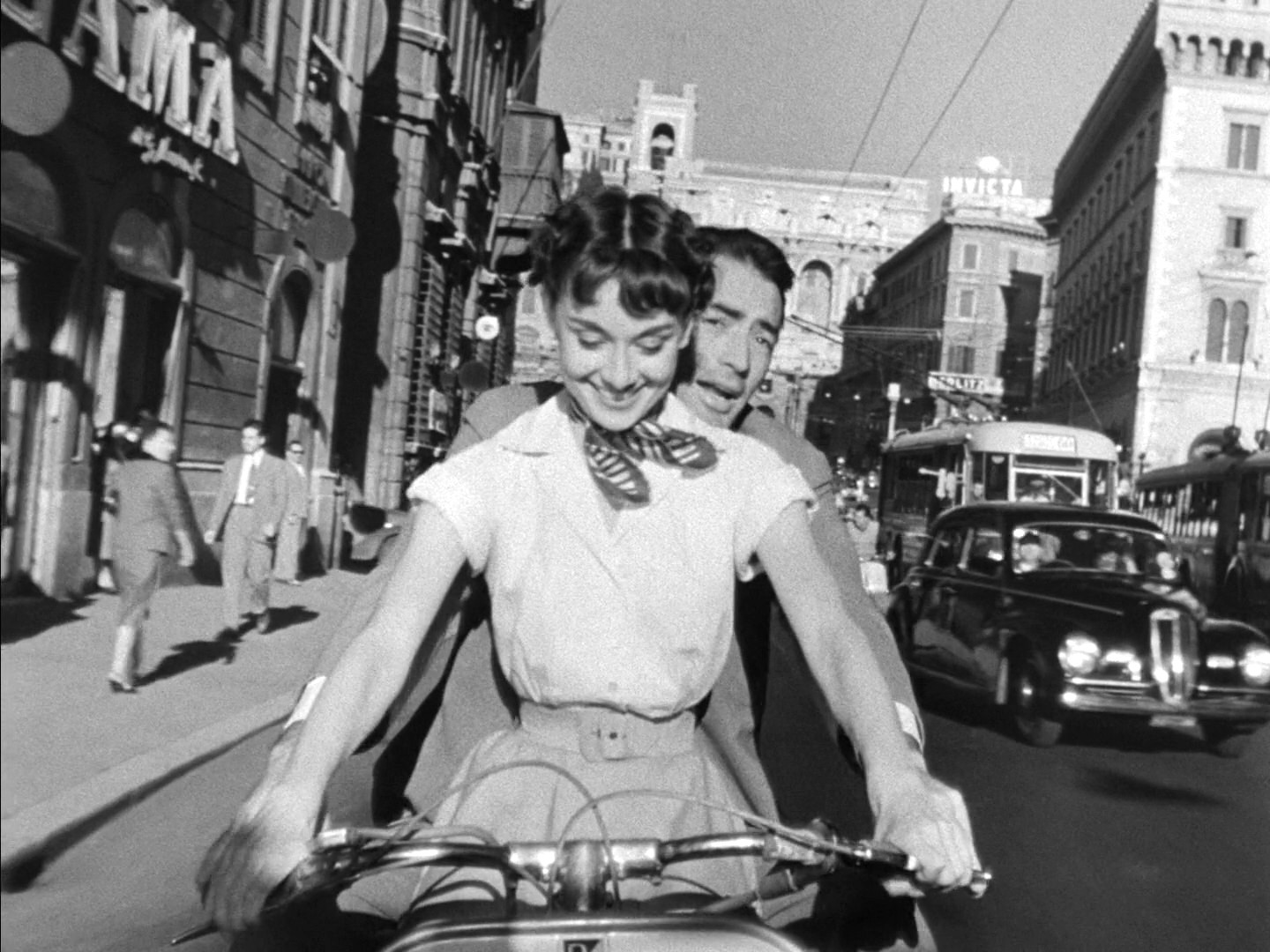
Audrey Hepburn och Gregory Peck i komedifilmen Prinsessa på vift, som blev utvald som den fjärde bästa amerikanska kärleksfilmen.

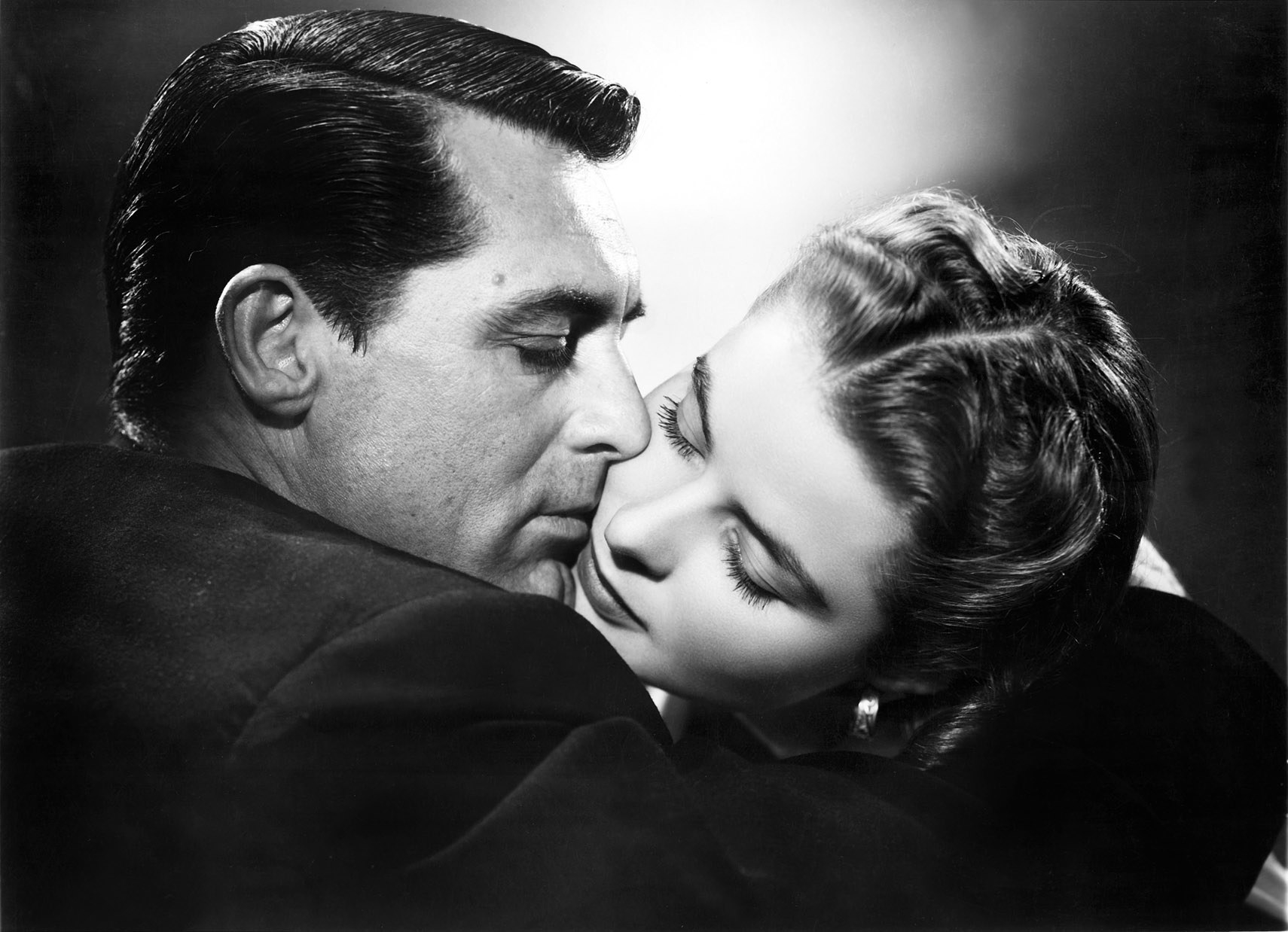
Cary Grant och Ingrid Bergman i filmen Notorious!, som placerade sig på 86:e plats på listan över de 100 bästa amerikanska kärleksfilmerna.

AFI's 100 Years…100 Passions är en lista över de 100 främsta kärlekshistorierna i amerikansk film. Listan presenterades av American Film Institute den 11 juni 2002 i en sändning på CBS med Candice Bergen som värd.
Cary Grant och Katharine Hepburn är de skådespelare som medverkar i flest filmer på listan, sex vardera. De spelade mot varandra i två av filmerna - Ingen fara på taket och En skön historia. Audrey Hepburn och Humphrey Bogart medverkar vardera i fem filmer på listan. De var motspelare i Sabrina från 1954.

## Lista
| Nr  | Film                            | Regissör                                      | År   | Hon                                   | Han                          |
| --- | ------------------------------- | --------------------------------------------- | ---- | ------------------------------------- | ---------------------------- |
| 1   | Casablanca                      | Michael Curtiz                                | 1942 | Ingrid Bergman                        | Humphrey Bogart              |
| 2   | Borta med vinden                | Victor Fleming                                | 1939 | Vivien Leigh                          | Clark Gable                  |
| 3   | West Side Story                 | Robert Wise                                   | 1961 | Natalie Wood                          | Richard Beymer               |
| 4   | Prinsessa på vift               | William Wyler                                 | 1953 | Audrey Hepburn                        | Gregory Peck                 |
| 5   | Allt om kärlek                  | Leo McCarey                                   | 1957 | Deborah Kerr                          | Cary Grant                   |
| 6   | Våra bästa år                   | Sydney Pollack                                | 1973 | Barbra Streisand                      | Robert Redford               |
| 7   | Doktor Zjivago                  | David Lean                                    | 1965 | Julie Christie                        | Omar Sharif                  |
| 8   | Livet är underbart              | Frank Capra                                   | 1946 | Donna Reed                            | James Stewart                |
| 9   | Love Story                      | Arthur Hiller                                 | 1970 | Ali MacGraw                           | Ryan O'Neal                  |
| 10  | Stadens ljus                    | Charlie Chaplin                               | 1931 | Virginia Cherrill                     | Charlie Chaplin              |
| 11  | Annie Hall                      | Woody Allen                                   | 1977 | Diane Keaton                          | Woody Allen                  |
| 12  | My Fair Lady                    | George Cukor                                  | 1964 | Audrey Hepburn                        | Rex Harrison                 |
| 13  | Mitt Afrika                     | Sydney Pollack                                | 1985 | Meryl Streep                          | Robert Redford               |
| 14  | Afrikas drottning               | John Huston                                   | 1951 | Katharine Hepburn                     | Humphrey Bogart              |
| 15  | Svindlande höjder               | William Wyler                                 | 1939 | Merle Oberon                          | Laurence Olivier             |
| 16  | Singin' in the Rain             | Stanley Donen                                 | 1952 | Debbie Reynolds                       | Gene Kelly                   |
| 17  | Mångalen                        | Norman Jewison                                | 1987 | Cher                                  | Nicolas Cage                 |
| 18  | Studie i brott                  | Alfred Hitchcock                              | 1958 | Kim Novak                             | James Stewart                |
| 19  | Ghost                           | Jerry Zucker                                  | 1990 | Demi Moore                            | Patrick Swayze               |
| 20  | Härifrån till evigheten         | Fred Zinnemann                                | 1953 | Deborah Kerr                          | Burt Lancaster               |
| 21  | Pretty Woman                    | Garry Marshall                                | 1990 | Julia Roberts                         | Richard Gere                 |
| 22  | Sista sommaren                  | Mark Rydell                                   | 1981 | Katharine Hepburn                     | Henry Fonda                  |
| 23  | Under nya stjärnor              | Irving Rapper                                 | 1942 | Bette Davis                           | Paul Henreid                 |
| 24  | King Kong                       | Merian C. Cooper                              | 1933 | Fay Wray                              | Kong                         |
| 25  | När Harry träffade Sally...     | Rob Reiner                                    | 1989 | Meg Ryan                              | Billy Crystal                |
| 26  | Kvinnan Eva                     | Preston Sturges                               | 1941 | Barbara Stanwyck                      | Henry Fonda                  |
| 27  | Sound of Music                  | Robert Wise                                   | 1965 | Julie Andrews                         | Christopher Plummer          |
| 28  | Den lilla butiken               | Ernst Lubitsch                                | 1940 | Margaret Sullavan                     | James Stewart                |
| 29  | En officer och gentleman        | Taylor Hackford                               | 1982 | Debra Winger                          | Richard Gere                 |
| 30  | Dansen går                      | George Stevens                                | 1936 | Ginger Rogers                         | Fred Astaire                 |
| 31  | Kungen och jag                  | Walter Lang                                   | 1956 | Deborah Kerr                          | Yul Brynner                  |
| 32  | Seger i mörkret                 | Edmund Goulding                               | 1939 | Bette Davis                           | George Brent                 |
| 33  | Kameliadamen                    | George Cukor                                  | 1936 | Greta Garbo                           | Robert Taylor                |
| 34  | Skönheten och odjuret           | Gary Trousdale Kirk Wise                      | 1991 | Paige O'Hara                          | Robby Benson                 |
| 35  | Gigi, ett lättfärdigt stycke    | Vincente Minnelli                             | 1958 | Leslie Caron                          | Louis Jourdan                |
| 36  | Slumpens skördar                | Mervyn LeRoy                                  | 1942 | Greer Garson                          | Ronald Colman                |
| 37  | Titanic                         | James Cameron                                 | 1997 | Kate Winslet                          | Leonardo DiCaprio            |
| 38  | Det hände en natt               | Frank Capra                                   | 1934 | Claudette Colbert                     | Clark Gable                  |
| 39  | En amerikan i Paris             | Vincente Minnelli                             | 1951 | Leslie Caron                          | Gene Kelly                   |
| 40  | Ninotchka                       | Ernst Lubitsch                                | 1939 | Greta Garbo                           | Melvyn Douglas               |
| 41  | Funny Girl                      | William Wyler                                 | 1968 | Barbra Streisand                      | Omar Sharif                  |
| 42  | Anna Karenina                   | Clarence Brown                                | 1935 | Greta Garbo                           | Fredric March                |
| 43  | En stjärna föds                 | George Cukor                                  | 1954 | Judy Garland                          | James Mason                  |
| 44  | En skön historia                | George Cukor                                  | 1940 | Katharine Hepburn                     | Cary Grant                   |
| 45  | Sömnlös i Seattle               | Nora Ephron                                   | 1993 | Meg Ryan                              | Tom Hanks                    |
| 46  | Ta fast tjuven                  | Alfred Hitchcock                              | 1955 | Grace Kelly                           | Cary Grant                   |
| 47  | Feber i blodet                  | Elia Kazan                                    | 1961 | Natalie Wood                          | Warren Beatty                |
| 48  | Sista tangon i Paris            | Bernardo Bertolucci                           | 1973 | Maria Schneider                       | Marlon Brando                |
| 49  | Vilse                           | Tay Garnett                                   | 1946 | Lana Turner                           | John Garfield                |
| 50  | Shakespeare in Love             | John Madden                                   | 1998 | Gwyneth Paltrow                       | Joseph Fiennes               |
| 51  | Ingen fara på taket             | Howard Hawks                                  | 1938 | Katharine Hepburn                     | Cary Grant                   |
| 52  | Mandomsprovet                   | Mike Nichols                                  | 1967 | Katharine Ross                        | Dustin Hoffman               |
| 53  | En plats i solen                | George Stevens                                | 1951 | Elizabeth Taylor                      | Montgomery Clift             |
| 54  | Sabrina                         | Billy Wilder                                  | 1954 | Audrey Hepburn                        | Humphrey Bogart              |
| 55  | Reds                            | Warren Beatty                                 | 1981 | Diane Keaton                          | Warren Beatty                |
| 56  | Den engelske patienten          | Anthony Minghella                             | 1996 | Juliette Binoche Kristin Scott Thomas | Naveen Andrews Ralph Fiennes |
| 57  | Två på väg                      | Stanley Donen                                 | 1967 | Audrey Hepburn                        | Albert Finney                |
| 58  | Gissa vem som kommer på middag  | Stanley Kramer                                | 1967 | Katharine Hepburn Katharine Houghton  | Spencer Tracy Sidney Poitier |
| 59  | Utflykt i det gröna             | Joshua Logan                                  | 1955 | Kim Novak                             | William Holden               |
| 60  | Att ha och inte ha              | Howard Hawks                                  | 1944 | Lauren Bacall                         | Humphrey Bogart              |
| 61  | Frukost på Tiffany's            | Blake Edwards                                 | 1961 | Audrey Hepburn                        | George Peppard               |
| 62  | Ungkarlslyan                    | Billy Wilder                                  | 1960 | Shirley MacLaine                      | Jack Lemmon                  |
| 63  | Soluppgång                      | F.W. Murnau                                   | 1927 | Janet Gaynor Margaret Livingston      | George O'Brien               |
| 64  | Marty                           | Delbert Mann                                  | 1955 | Betsy Blair                           | Ernest Borgnine              |
| 65  | Bonnie och Clyde                | Arthur Penn                                   | 1967 | Faye Dunaway                          | Warren Beatty                |
| 66  | Manhattan                       | Woody Allen                                   | 1979 | Diane Keaton                          | Woody Allen                  |
| 67  | Linje Lusta                     | Elia Kazan                                    | 1951 | Vivien Leigh                          | Marlon Brando                |
| 68  | Go’dag yxskaft?                 | Peter Bogdanovich                             | 1972 | Barbra Streisand                      | Ryan O'Neal                  |
| 69  | Harold å Maude                  | Hal Ashby                                     | 1971 | Ruth Gordon                           | Bud Cort                     |
| 70  | Förnuft och känsla              | Ang Lee                                       | 1995 | Emma Thompson Kate Winslet            | Hugh Grant Alan Rickman      |
| 71  | Genom stormen                   | D.W. Griffith                                 | 1920 | Lillian Gish                          | Richard Barthelmess          |
| 72  | Roxanne                         | Fred Schepisi                                 | 1987 | Daryl Hannah                          | Steve Martin                 |
| 73  | Spöket och Mrs. Muir            | Joseph L. Mankiewicz                          | 1947 | Gene Tierney                          | Rex Harrison                 |
| 74  | Årets kvinna                    | George Stevens                                | 1942 | Katharine Hepburn                     | Spencer Tracy                |
| 75  | Presidenten och miss Wade       | Rob Reiner                                    | 1995 | Annette Bening                        | Michael Douglas              |
| 76  | Hans vilda fru                  | John Ford                                     | 1952 | Maureen O'Hara                        | John Wayne                   |
| 77  | Min fru har en fästman          | Leo McCarey                                   | 1937 | Irene Dunne                           | Cary Grant                   |
| 78  | Hemkomsten                      | Hal Ashby                                     | 1978 | Jane Fonda                            | Jon Voight                   |
| 79  | Skandalen kring Julie           | William Wyler                                 | 1938 | Bette Davis                           | Henry Fonda                  |
| 80  | Shejken                         | George Melford                                | 1921 | Agnes Ayres                           | Rudolph Valentino            |
| 81  | Sa jag adjö när jag kom?        | Herbert Ross                                  | 1977 | Marsha Mason                          | Richard Dreyfuss             |
| 82  | Vittne till mord                | Peter Weir                                    | 1985 | Kelly McGillis                        | Harrison Ford                |
| 83  | Marocko                         | Josef von Sternberg                           | 1930 | Marlene Dietrich                      | Gary Cooper                  |
| 84  | Kvinna utan samvete             | Billy Wilder                                  | 1944 | Barbara Stanwyck                      | Fred MacMurray               |
| 85  | Skimrande dagar                 | Henry King                                    | 1955 | Jennifer Jones                        | William Holden               |
| 86  | Notorious!                      | Alfred Hitchcock                              | 1946 | Ingrid Bergman                        | Cary Grant                   |
| 87  | Varats olidliga lätthet         | Philip Kaufman                                | 1988 | Juliette Binoche                      | Daniel Day-Lewis             |
| 88  | Bleka dödens minut              | Rob Reiner                                    | 1987 | Robin Wright                          | Cary Elwes                   |
| 89  | Vem är rädd för Virginia Woolf? | Mike Nichols                                  | 1966 | Elizabeth Taylor Sandy Dennis         | Richard Burton George Segal  |
| 90  | Broarna i Madison County        | Clint Eastwood                                | 1995 | Meryl Streep                          | Clint Eastwood               |
| 91  | Working Girl                    | Mike Nichols                                  | 1988 | Melanie Griffith                      | Harrison Ford                |
| 92  | Porgy and Bess                  | Otto Preminger                                | 1959 | Dorothy Dandridge                     | Sidney Poitier               |
| 93  | Dirty Dancing                   | Emile Ardolino                                | 1987 | Jennifer Grey                         | Patrick Swayze               |
| 94  | Het puls                        | Lawrence Kasdan                               | 1981 | Kathleen Turner                       | William Hurt                 |
| 95  | Lady och Lufsen                 | Wilfred Jackson Hamilton Luske Clyde Geronimi | 1955 | Barbara Luddy                         | Larry Roberts                |
| 96  | Barfota i parken                | Gene Saks                                     | 1967 | Jane Fonda                            | Robert Redford               |
| 97  | Grease                          | Randal Kleiser                                | 1978 | Olivia Newton-John                    | John Travolta                |
| 98  | Ringaren i Notre Dame           | William Dieterle                              | 1939 | Maureen O'Hara                        | Charles Laughton             |
| 99  | Jag hatar dej, älskling         | Michael Gordon                                | 1959 | Doris Day                             | Rock Hudson                  |
| 100 | Jerry Maguire                   | Cameron Crowe                                 | 1996 | Renée Zellweger                       | Tom Cruise                   |

## Kriterier
- Filmen måste vara en spelfilm, åtminstone 60 minuter lång.
- Filmen måste helt eller delvis vara en amerikansk filmproduktion och engelskspråkig.
- Love Story: Oavsett genre, en romantisk förbindelse mellan två eller flera karaktärer, vars handlingar och/eller intentioner utgör centrum av filmens berättelse.
- Arv: Filmens "passion" måste berika amerikansk film och kulturarv samt fortsätta att inspirera såväl artister som publik.